# 29 Orionis
29 Orionis, som är stjärnans Flamsteed-beteckning är en ensam stjärna i den södra delen av stjärnbilden Orion. Den har en skenbar magnitud på ca 4,13 och är svagt synlig för blotta ögat där ljusföroreningar ej förekommer. Baserat på parallaxmätning inom Hipparcosuppdraget på ca 20,7 mas, beräknas den befinna sig på ett avstånd på ca 157 ljusår (ca 48 parsek) från solen. Den rör sig närmare solen med en heliocentrisk radialhastighet av ca -18 km/s. I Bayers Uranometria är denna stjärna en av två stjärnor (den andra är Ypsilon Orionis) som markerar spetsen av Orions högra känga.

## Egenskaper
29 Orionis är en gul till orange jättestjärna av spektralklass G8 III Fe-0.5, som har förbrukat förrådet av väte i dess kärna och utvecklats bort från huvudserien. Suffixnoten anger ett svagt överskott av järn i spektrumet. Den ingår i röda klumpen, vilket betyder att den befinner sig på den horisontella jättegrenen och genererar energi genom termonukleär fusion av helium i dess kärna. Den har en massa som är ca 2,3 solmassor, en radie som är ca 10 solradier och utsänder ca 71 gånger mera energi än solen från dess fotosfär vid en effektiv temperatur på ca 4 900 K.